# Ліцензія BSD
Ліцензія BSD (англ. BSD license) — це ліцензійна угода, вперше використана для розповсюдження Unix-подібних операційних систем BSD, чию назву вона і отримала. Пізніше з'явилось багато версій цієї ліцензії, які мають умовну назву «Ліцензії типу BSD» (англ. BSD-style licenses).
Права на первісний BSD Unix належали регентам Університету Каліфорнії, тому що BSD був розроблений у Університеті Каліфорнії, Берклі. Вказівка на ці права є у сучасних версіях BSD (NetBSD, FreeBSD, OpenBSD, DragonFly BSD).
У порівнянні з іншими поширеними ліцензіями на вільне програмне забезпечення, ліцензія BSD накладає менше обмежень на користувача, ніж копілефтні (такі як GNU General Public License), і менше ніж звичайний копірайт. В деякому розумінні, використання цієї ліцензії ближче до поміщення програми в категорію суспільного надбання. Ліцензії BSD називають 'copycenter', як порівняння стандартного авторського права (copyright) та вільного програмного забезпечення (copyleft): «Віднесіть це у копіювальний центр (copy center) і робіть стільки  копій, скільки забажаєте».

## Текст
Ліцензія BSD допускає власницьке комерційне використання ПЗ. ПЗ, випущене під ліцензією, допускається бути частиною власницьких комерційних продуктів. Роботи, засновані на такому ПЗ, навіть можуть поширюватися під власницькими ліцензіями (але все-таки зобов'язані відповідати вимогам ліцензії). Найпомітніші приклади таких програм — використання мережевого коду BSD в продуктах корпорації Microsoft, а також використання багатьох компонентів FreeBSD в операційній системі Mac OS X.  
Можна застосовувати до поширюваного продукту одночасно ліцензію BSD і якусь іншу. Так було з першими версіями самої BSD, яка включала власницькі матеріали з AT&T.

## Пункт про рекламу UC Berkeley
Оригінальна ліцензія BSD мала додатковий пункт, який вимагав від авторів всіх робіт, похідних від роботи під ліцензією BSD, включення згадки першоджерела. Цей пункт в оригінальній ліцензії йшов під номером 3  
Але вона не отримала широкого використання.